# La mia strada (album)
La mia strada è il sesto album in studio del cantante italiano Tommy Riccio, pubblicato nel 1991 dall'etichetta discografica Power Sound.

## Tracce
Lato A
1. 'Na stanza (versione napoletana, cover di Don Backy) – 4:29 (Enzo Rossi, Don Backy)
2. Dove sei – 4:25 (Mariano Alfano, Tony Fabiani)
3. L'abito bianco – 3:58 (Bruno Gallo, Jano Zappulla)
4. Comme si' bella – 4:25 (Tommaso Riccio, Tony Fabiani)
5. Dimme chi si' – 3:45 (Enzo Rossi, Michele Stile, Tommaso Riccio)

Lato B
1. Io pe' tte – 5:04 (Jano Zappulla, Tony Fabiani)
2. Tutta 'na storia – 3:40 (Gennaro Scuotto, Tommaso Riccio)
3. Stò 'mpazzenno – 3:40 (Enzo Rossi, Jano Zappulla, Vincenzo Capasso)
4. Non ce la farò – 4:02 (Carmelo Zappulla, Jano Zappulla)
5. E rieste ccà – 5:02 (Alberto Selly, Tommaso Riccio)